# Psy 4 De La Rime
Psy 4 (ранее Kig Dog Black) — французская рэп-группа из Марселя.

## На заре
В начале своего творческого пути Psy4 выступали на разогреве таких команд как Les Sages Poètes de la Rue, la Fonky Family и у DJ Cut Killer’a. В 1998 году они записали удачные треки к фильму «Zonzon» и «Comme un aimant», а также треки для компиляций «Time Bomb», «Sad Hill Impact» и «Sur un air positif» (2001). И вот, вдохновленные первыми удачами, четыре музыканта начинают готовить свой первый альбом, который вышел в марте 2002 года и получил название Block Party.

## Block Party
Block Party открывает Psy4 De La Rime широкой публике, а именно благодаря трекам Le Son des Bandits, Block Party и La Vengeance aux Deux Visages. На этом альбоме все участники доказывают свои технические таланты. На альбоме присутствуют как очень меланхоличные, продуманные, реалистичные треки, основанные на классических семплах (les Collabos , La Vengeance aux deux visages), так и очень энергичные треки (Sale bête, Block Party).
Своим громким появлением в то время они поправили упадническое положение марсельского рэпа на французской арене.
Расхваленные публикой и критиками, они начинают готовить свой следующий альбом.

## Enfants de la lune
Enfants de la Lune, был закончен в сентябре 2005 года (что интересно, на этом альбоме треки начинались не как обычно с номера 1, а с номера 15; альбом являлся как бы продолжением альбома Block Party). В то же время Сопрано посвятил себя развитию своего лейбла Street Skillz , Алонзо создал TSE Music, а Винчензо — Section Hunter.
Альбом получился более инструментальным (например, трек Enfants de la lune, в котором можно одновременно услышать семпл и певицу испанской группы Mecano, Анну Торройя), но присутствовали и песни, наподобие Au Front, включающие семпл из саундтрека к фильму «Авалон» Кенджи Каваи. Тексты песен стали более личными, как в треке Comme une bouteille à la mer — горестное соло Сопрано, в котором он возвращается к своему прошлому, к своим отношениям со своей матерью.
В 2007 году вышел Puisq’il Faut Vivre — сольник Сопрано, который находится на 2 месте в Top’е с 20 000 проданных копий в первую неделю. Готовят свои соло и остальные участники.

## Les Cities D’Or
В 2008 году вышел третий альбом Psy 4 de la Rime под названием Les Cités D’Or, несколько недель лидировавший во французских топ-парадах.
В стилистике группы всё больше проявляются элементы, характерные для чистого рэпа и хип-хопа. Настоящими хитами стали композиции Les Cités D’Or, Jeunesse France и On Sait Mais On Fait.
В марте 2009 Alonzo написал саундтрек к фильму «13-й район: Ультиматум»

## Альбомы
1. Voici
2. Le son des bandits (Feat. Saleem)
3. Sale bête
4. On nait, on vit, on meurt (Feat. Mino, l'Algérino et Stone)
5. Classic
6. Terre promise
7. Block party
8. L'enjeu
9. Repères les collabos
10. La vangeances aux deux visages
11. 2 sortie
12. A coeur ouvert
13. Tchao Tchao
14. Jamais j'oublierai (Feat. Shan)

1. Voilà
2. Le monde est ...
3. Ici
4. Effet de style, effet de mode
5. Civil
6. Comme une bouteille à la mer
7. El barrio
8. Justicier
9. Ayie mama
10. Au front
11. La vie m'a appris
12. Psy 4
13. Zone de quarantaine
14. A l'instinct
15. Enfants de la lune (Feat. Ana Torroja)
16. Dans les bras de Gabriel

1. Ainsi (Feat. Michel Poulin)
2. Les cités d'or
3. Jeunesse france
4. Le message ...
5. On sait mais on fait
6. Rebelote
7. Un choix
8. A l'ancienne (Feat. Natt Dogg)
9. Pourquoi ?
10. Reprendre c'est voler
11. On reste là
12. Ca se discute
13. Venez pas chez nous
14. No dress code (Feat. VR)
15. Pour toi j'tue
16. Inaya
17. C'est des phénomènes
18. Le zapping
19. L'école de la 2nd chance

1. Ainsi
2. Jeunesse France
3. Interlude 1
4. Au Taquet
5. Interlude 2
6. Medley (Le Son des Bandits - La Vegenance Aux Deux Visages - Sale Bete - Block Party)
7. Interlude 3
8. Rebelotte
9. No Dress Code Feat VR
10. A L'ancienne Feat Nate Dogg
11. On Reste La
12. Un Choix
13. Medley (Enfants De La Lune - Le Monde Est ...)
14. Interlude 4
15. On Sait Mais On Fait
16. Le Zapping
17. Inaya
18. Interlude 5
19. Les Cites D'or
20. Outro